# General Francisco R. Murguía
General Francisco R. Murguía là một đô thị thuộc bang Zacatecas, México. Năm 2005, dân số của đô thị này là 21021 người.